# ズルィンカ
座標: 北緯52度25分36秒 東経31度44分16秒 / 北緯52.42667度 東経31.73778度
ズルィンカ（ズルィーンカ、ズリンカ、露: Злы́нка、英: Zlynka）は、ロシア西部のブリャンスク州最西部にある町で、ベラルーシとの国境に近い。州都ブリャンスクからは南西へ225キロメートル。
ドニエプル低地に位置し、ズルィンカ川に沿う。ズルィンカ川はソジ川の支流イプチ川（Ипуть）へと流れる。人口は2002年国勢調査で5,372人。

## 歴史
ズルィンカは1702年にロシア正教古儀式派の人々が作った集落であった。名前は、この地を流れるズルィンカ川に由来する。
1770年、皇帝エカチェリーナ2世はズルィンカを含む土地を伯爵ピョートル・ルミャンツェフ＝ザドゥナイスキーに与えた。1862年にはマッチ工場が建ち、マッチ工場の集積するロシア有数のマッチ生産地となった。1925年に市の地位を与えられた。
第二次世界大戦（独ソ戦）では1941年8月にドイツ国防軍に占領されたが、1943年9月27日にチェルニーヒウ・プリピャチへの攻勢を進める赤軍ブリャンスク戦線により奪還された。
ブリャンスク州西部からベラルーシ東部にかけての地域には、1986年のチェルノブイリ原子力発電所事故で放射性降下物が降り注いだ。ズルィンカ地区（1959年廃止、1988年再設置）の大部分は居住禁止地域に含まれており、ズルィンカ市の経済も打撃を受けた。

## 文化
ズルィンカはすぐ西にあるノヴォズィプコフと並んで、ロシア西部の古儀式派の中心地のひとつであり、古正教全地信仰と古沿海派非婚派のクリスチャンと呼ばれる宗派の共同体がある。市内には18世紀から19世紀にかけての、豊かな彫刻を施した住居や聖堂が残る。

## 産業と交通
ズルィンカには製材業のほか、かつてのマッチに代わって家具工業が立地し、食品加工業も操業している。しかしチェルノブイリ原発事故は産業にも悪影響を与えた。
1887年に開通したブリャンスク＝ホメリ＝ブレスト間の鉄道が通る。駅は市街地の7キロメートル北にある。
ブリャンスクからポーチェプ・ウネーチャ・クリンツィ・ノヴォズィプコフを通ってベラルーシ国境へ伸びるM13幹線道路がズルィンカの北を通り、国境を越えている。